# Lea (The Cats)
Lea is een single van The Cats uit oktober 1968. Het nummer is een hommage aan Lia, een 20 jarige fan van The Cats die in 1967 overleed aan de gevolgen van een verkeersongeluk. Het nummer werd voor het eerst gespeeld tijdens een concert van The Cats in Cultura in Andijk. Het was de eerste track van het debuut studioalbum Cats uit 1968.

## Ontstaan
Het lied vertelt een waargebeurd verhaal en gaat over de destijds 20-jarige Lia Vertelman uit Wervershoof. Lia was vanaf het eerste uur fan van The Cats en bezocht regelmatig concerten. Arnold Mühren kende haar hiervan. Op een gegeven moment merkte hij op dat een bekend gezicht ontbrak. Later hoorde Mühren dat Lia en haar vriend, schaatstalent Frits Bartling, betrokken waren geraakt bij een auto-ongeluk in Hoevelaken waarbij hun auto met 120 kilometer per uur frontaal op een vrachtwagen botste. Lia werd naar het ziekenhuis in Utrecht gereden waar ze niet veel later aan haar verwondingen overleed, haar vriend was zwaargewond. Mühren was hierdoor geraakt en schreef toen dit nummer voor haar. Na overleg met de familie van Lia werd dit nummer uitgebracht. Zo mocht er niet al te veel reclame voor de plaat worden gemaakt waarbij de naam Lia gebruikt werd.
Lea was het tweede lied dat Mühren schreef. Op de B-kant van de single staat het nummer I gotta know what's going on, dat werd geschreven door Cees Veerman.
Lea werd opgenomen in de Bovema Studio te Heemstede. Onder leiding van geluidstechnicus André Hooning en muziekproducent Klaas Leyen vonden de opnamen plaats waarbij The Cats zich beperkten tot de zangpartijen. Voor de instrumentatie werden sessiemuzikanten ingehuurd: Hans Hollestelle (gitaar), Jan Hollestelle (basgitaar), Wim Jongbloed (piano) en Pierre van der Linden (drumstel). Tevens werden leden van het Metropole Orkest ingehuurd onder leiding van Benny Behr en Sem Nijveen. Toen de demo voor het eerst op de radio te horen was, bleek dat de zang hier en daar vals was. Piet Veerman zong vervolgens met spoed de zangstem beter in. Manager Jan Buijs spoorde alle “valse” opnamen op haalde ze eruit. Van Lea werden 174.000 exemplaren verkocht.

## Covers en inspiratie
Er verschenen acht covers van het nummer, onder meer van James Last, en een Italiaanse versie van I Punti Cardinali. Verder brachten The Cats nog een Duitstalige versie, getiteld Lia, uit op de elpee Katzen-spiele. De tekst ervan werd geschreven door John Möring onder het pseudoniem Benny Lux.
De geschiedenis die The Cats in Lea bezingen vormde ook de inspiratiebron voor het lied Lia, dat op de cd Hoop & liefde (1990) van Jan Rot verscheen, en dat werd geschreven door Leo Kenter, de toenmalige drummer van Tröckener Kecks. In dit lied wordt een brommerongeluk van een Lia aangehaald. In dit lied wordt rechtstreeks verwezen naar dat van The Cats, met "Dan hoort ze op de radio ineens een ouwe plaat, over Lia, van een band waar zij in had geloofd."

## Hitnoteringen
Van de single werden in Nederland 174.000 exemplaren verkocht. Verder belandde het op nummer 3 van de Volendammer Top 1000 die in 2013 werd samengesteld door een groot aantal lokale radio- en televisiestations in Noord-Holland.

### Nederlandse Top 40
| Hitnotering: 09-11-1968 t/m 05-04-1969 | Hitnotering: 09-11-1968 t/m 05-04-1969 | Hitnotering: 09-11-1968 t/m 05-04-1969 | Hitnotering: 09-11-1968 t/m 05-04-1969 | Hitnotering: 09-11-1968 t/m 05-04-1969 | Hitnotering: 09-11-1968 t/m 05-04-1969 | Hitnotering: 09-11-1968 t/m 05-04-1969 | Hitnotering: 09-11-1968 t/m 05-04-1969 | Hitnotering: 09-11-1968 t/m 05-04-1969 | Hitnotering: 09-11-1968 t/m 05-04-1969 | Hitnotering: 09-11-1968 t/m 05-04-1969 | Hitnotering: 09-11-1968 t/m 05-04-1969 | Hitnotering: 09-11-1968 t/m 05-04-1969 | Hitnotering: 09-11-1968 t/m 05-04-1969 | Hitnotering: 09-11-1968 t/m 05-04-1969 | Hitnotering: 09-11-1968 t/m 05-04-1969 | Hitnotering: 09-11-1968 t/m 05-04-1969 | Hitnotering: 09-11-1968 t/m 05-04-1969 | Hitnotering: 09-11-1968 t/m 05-04-1969 | Hitnotering: 09-11-1968 t/m 05-04-1969 | Hitnotering: 09-11-1968 t/m 05-04-1969 | Hitnotering: 09-11-1968 t/m 05-04-1969 | Hitnotering: 09-11-1968 t/m 05-04-1969 | Hitnotering: 09-11-1968 t/m 05-04-1969 |
| Week:                                  | 1                                      | 2                                      | 3                                      | 4                                      | 5                                      | 6                                      | 7                                      | 8                                      | 9                                      | 10                                     | 11                                     | 12                                     | 13                                     | 14                                     | 15                                     | 16                                     | 17                                     | 18                                     | 19                                     | 20                                     | 21                                     | 22                                     |                                        |
| -------------------------------------- | -------------------------------------- | -------------------------------------- | -------------------------------------- | -------------------------------------- | -------------------------------------- | -------------------------------------- | -------------------------------------- | -------------------------------------- | -------------------------------------- | -------------------------------------- | -------------------------------------- | -------------------------------------- | -------------------------------------- | -------------------------------------- | -------------------------------------- | -------------------------------------- | -------------------------------------- | -------------------------------------- | -------------------------------------- | -------------------------------------- | -------------------------------------- | -------------------------------------- | -------------------------------------- |
| Positie:                               | 14                                     | 4                                      | 1                                      | 1                                      | 2                                      | 2                                      | 2                                      | 4                                      | 7                                      | 7                                      | 11                                     | 11                                     | 9                                      | 13                                     | 13                                     | 15                                     | 14                                     | 18                                     | 23                                     | 23                                     | 35                                     | 31                                     | uit                                    |

### Parool Top 20
| Positie: | 17 | 5 | 2 | 1 | 2 | 2 | 2 | 3 | 6 | 7 | 11 | 13 | 14 | 12 | 19 | 19 | 18 | 18 | uit |

### NPO Radio 2 Top 2000
| Nummer met noteringen in de NPO Radio 2 Top 2000 | '99 | '00 | '01 | '02 | '03 | '04 | '05 | '06 | '07 | '08 | '09 | '10 | '11 | '12 | '13 | '14 | '15 | '16 | '17  | '18 | '19 | '20 | '21 | '22 | '23 | '24 |
| ------------------------------------------------ | --- | --- | --- | --- | --- | --- | --- | --- | --- | --- | --- | --- | --- | --- | --- | --- | --- | --- | ---- | --- | --- | --- | --- | --- | --- | --- |
| Lea                                              | 623 | 527 | 669 | 494 | 513 | 468 | 528 | 361 | 416 | 423 | 385 | 382 | 486 | 493 | 609 | 530 | 661 | 777 | 1044 | 963 | 689 | 743 | 680 | 700 | 595 | 551 |

1. ↑  Een vetgedrukt getal geeft de hoogste notering aan.

### Notering in NPO Radio 5Evergreen Top 1000
| Evergreen Top 1000 "Lea" | Evergreen Top 1000 "Lea" | Evergreen Top 1000 "Lea" | Evergreen Top 1000 "Lea" | Evergreen Top 1000 "Lea" | Evergreen Top 1000 "Lea" | Evergreen Top 1000 "Lea" | Evergreen Top 1000 "Lea" | Evergreen Top 1000 "Lea" | Evergreen Top 1000 "Lea" | Evergreen Top 1000 "Lea" | Evergreen Top 1000 "Lea" | Evergreen Top 1000 "Lea" | Evergreen Top 1000 "Lea" | Evergreen Top 1000 "Lea" | Evergreen Top 1000 "Lea" | Evergreen Top 1000 "Lea" |
| Jaar                     | 2008                     | 2009                     | 2010                     | 2011                     | 2012                     | 2013                     | 2014                     | 2015                     | 2016                     | 2017                     | 2018                     | 2019                     | 2020                     | 2021                     | 2022                     | 2023                     |
| ------------------------ | ------------------------ | ------------------------ | ------------------------ | ------------------------ | ------------------------ | ------------------------ | ------------------------ | ------------------------ | ------------------------ | ------------------------ | ------------------------ | ------------------------ | ------------------------ | ------------------------ | ------------------------ | ------------------------ |
| Positie                  | 100                      | 54                       | 43                       | 43                       | 38                       | 14                       | 9                        | 3                        | 13                       | 12                       | 12                       | 6                        | 9                        | 9                        | 7                        | 4                        |